# أياكو أميرة تاكامادو
أياكو أميرة تاكامادو (15 سبتمبر 1990) أحد أعضاء العائلة الإمبراطورية اليابانية والابنة الصغرى لنوريهيتو أمير تاكامادو وهيساكو أميرة تاكامادو.